# Kaaimaneilandse voetbalbond
De Cayman Islands Football Association of Kaaimaneilandse voetbalbond (CIFA) is de voetbalbond van Kaaimaneilanden. De voetbalbond werd opgericht in 1966 en is sinds 1990 lid van de CONCACAF. In 1992 werd de bond lid van de FIFA. 
De voetbalbond is verantwoordelijk voor het Kaaimaneilands voetbalelftal.

## Presidenten
De huidige president (december 2018) is Alfredo Whittaker. Eerder had de bond de volgende presidenten:
- Allan Moore (1981–1985)
- Ed Bush (1985–1987)
- Allan Moore (1987–1989)
- Tony Scott (1989–1991)
- Jeffrey Webb (1991–2015)
- Lee Ramoon (2016–2017)